# Pelúgano
Pelúgano (Peḷḷuno en asturiano y oficialmente) es una parroquia del concejo asturiano de Aller, en España, y un lugar de dicha parroquia.
La parroquia limita al norte y al este con el concejo de Laviana, al oeste con las parroquias de Vega y Bello, y al sur con las de Cuérigo y Santibáñez de la Fuente.
En los 16,6 km² de superficie de la parroquia habitan un total de 212 personas (2011) repartidas entre las caserías de Bolgueras (Les Bolgueres, oficialmente, en asturiano), Cuevas (Cueves), Entrepeñas (Entepenes), Pando la Tabla (El Pendu la Tabla) y el lugar de Pelúgano (Peḷḷuno), aunque en la actualidad solamente Entrepeñas y Pelúgano se encuentran habitados de forma permanente.
El lugar de Pelúgano se halla entre 570 y 640 metros de altitud y en el habitan 215 personas. Se encuentra a unos 4,20 kilómetros de Cabañaquinta, la capital del concejo. Se divide en el Barrocima, en el que está la iglesia parroquial de finales del siglo XVII, Sta. María la Real, reconstruida en 1843 según dice una placa colocada en su exterior, y el Barrobaxo, en el que hay una capilla dedicada a San Pedro y un ejemplo de casona de los siglos XVII y XVIII, la "casa de Posada-Solís o de Dña. Urraca". Otros topónimos de Pelúgano que conocen los vecinos son La Llosa, El Empruno o La Teyera.
Pelúgano es bien conocido por los aficionados al montañismo y la escalada, por encontrarse en la base de Peña Mea y tener una escuela de escalada muy frecuentada.

## Fiestas y eventos

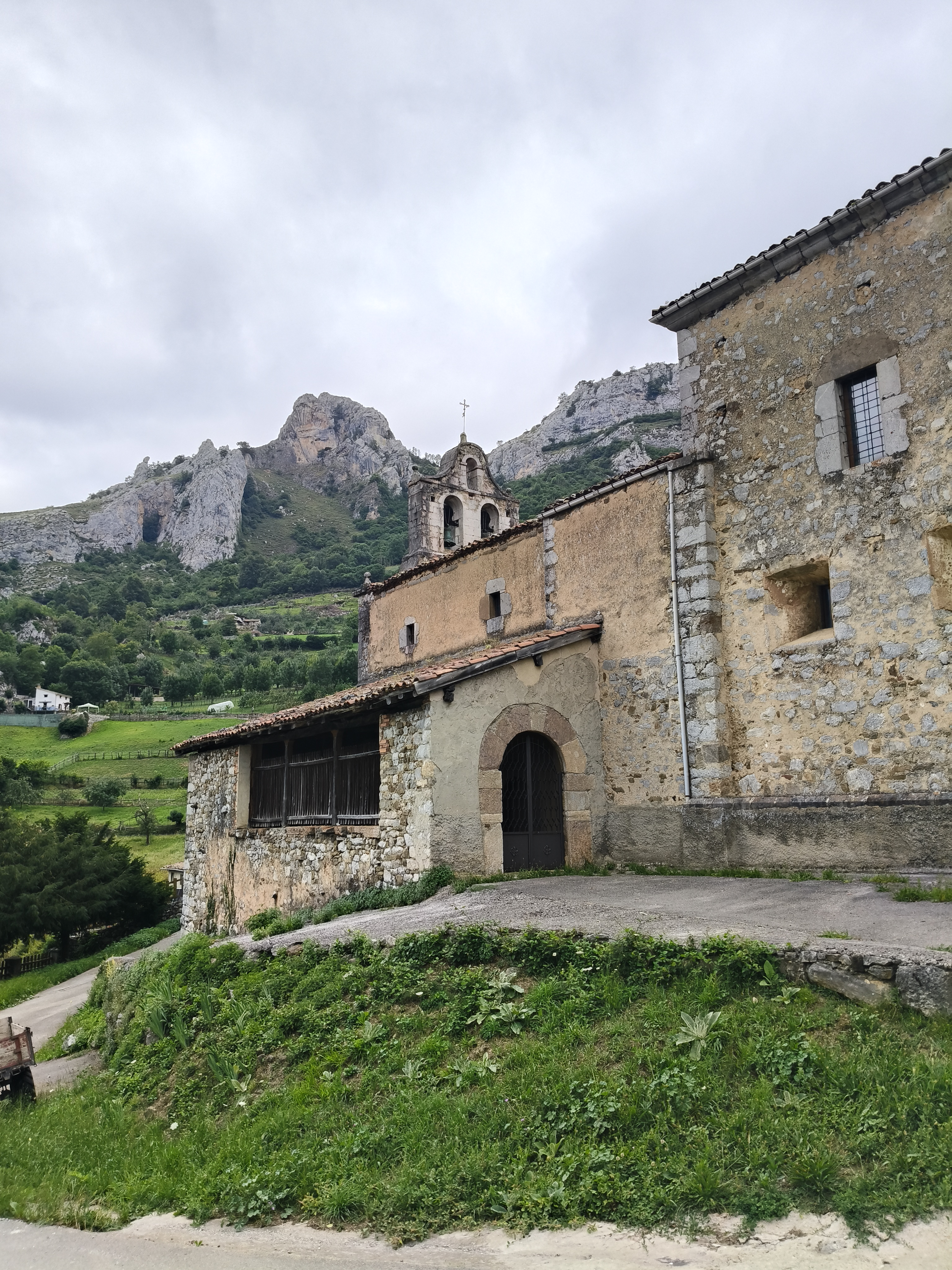
Santa María La Real

Alrededor del mes de Junio se realiza en Pelúgano una fiesta medieval, en la que el pueblo se decora temáticamente emulando la época. Además se realizan todo tipo de actividades.
Durante la primera semana de julio tienen lugar las fiestas de San Pedro, patrón de Barrobaxo, consideradas quizás las más importantes del año. Cabe destacar que, por coincidir con las fiestas de Cabañaquinta, en algunas ocasiones las fiestas de San Pedro se han realizado durante la segunda semana de julio.